# Mazatlán
För andra betydelser, se Mazatlán (olika betydelser).
Mazatlán (spanskt uttal: [masaˈtɬan]

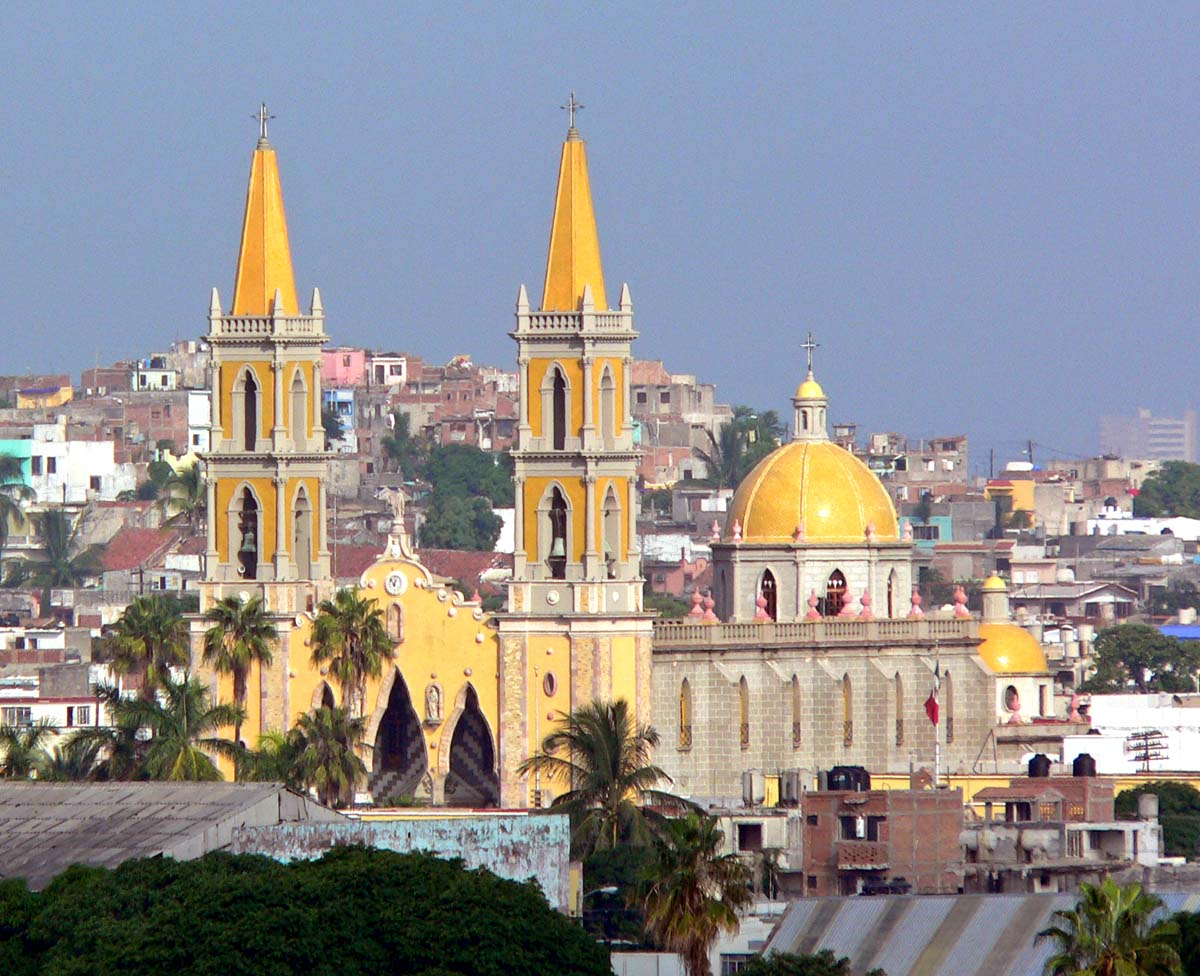
Katedralen i Mazatlán.

 ( lyssna)) är en stad i västra Mexiko och är belägen i delstaten Sinaloa, vid kusten mot Stilla havet och Californiaviken. Staden är kommunhuvudort i Mazatlán (kommun). Staden Mazatlán har 362 948 invånare (2007), med totalt 415 964 invånare (2007) i hela kommunen på en yta av 3 068 km². Den är en av Mexikos största kommersiella hamnar och en viktig turistort. 

## Historia
Mazatlán kommer från språket nahuatl och betyder "plats med hjortar." Staden grundades år 1531 av en spansk armé och en redan bosatt ursprungsbefolkning. Under mitten av 1800-talet anlände en stor grupp invandrare från Tyskland. Tillsammans utvecklade de Mazatlán till en blomstrande kommersiell hamn, till vilken man importerade redskap för arbetet i de närliggande guld- och silvergruvorna. Staden var delstaten Sinaloas huvudsäte mellan 1859 och 1873. De tyska bosättarna influerade också den lokala musiken, kallad banda, av vilka flera genrer är en modifikation av bayersk folkmusik. Bosättarna grundade också bryggeriet Pacífico den 14 mars 1900.